# Low Whistle
El low whistle, o o concert whistle, es una variación del tin whistle o pennywhistle tradicional, que se distingue por su altura más baja y su mayor tamaño. Se asocia más estrechamente con las actuaciones de artistas británicos e irlandeses como Tommy Makem, Finbar Furey, Michael McGoldrick, Riverdance, Lunasa y Davy Spillane, y se acepta cada vez más como un instrumento característico de la música celta.
El low whistle a menudo se ha utilizado para tocar airs y melodías lentas debido a su sonido delicado y cautivador. Sin embargo, también se está utilizando cada vez más para tocar jigs, reels y hornpipes de las tradiciones irlandesa, escocesa, manesa, galesa e inglesa. Una razón esgrimida para esto es que es más fácil producir alguna ornamentación en el instrumento, debido al tamaño de los agujeros para los dedos. 
Además de la música folclórica del archipiélago británico, también se ha difundido en la música de otras regiones, como Bretaña, Galicia y Asturias.
El low whistle más común es el "Low D", con un tono una octava por debajo del tin whistle tradicional en Re. Un whistle generalmente se clasifica como un low whistle si su nota más baja es el Sol por encima del Do central o más baja.  Los whistles con un tono más alto se denominan "soprano" o "altos" cuando es necesaria una distinción. Los low whistles funcionan según los mismos principios y generalmente se tocan de la misma manera que los whistles con un registro más alto, aunque para muchos puede ser necesario un "agarre de gaitero" (piper's grip) debido a la distancia entre los agujeros. Pertenecen a la misma familia de instrumentos de viento de madera de las flautas de pico de soplado por el extremo como las flautas dulces, aunque presentan diferencias en cantidad de agujeros, forma del bisel y forma del pico.
Aunque el tono de este instrumento varía sutilmente entre los luthiers, los low whistles generalmente se caracterizan por un sonido más entrecortado, parecido al de una flauta, que los tin whistles tradicionales. Además, el material suele ser aluminio en lugar de bronce o plástico.

## Historia temprana
Aunque la historia precisa del low whistle es a menudo objeto de debate, se sabe que han existido varios tipos de flautas de pico vertical en la antigüedad. Las flautas de pico desarrolladas durante el siglo XVI fueron las antecesoras del low whistle actual, y conservaron de las primeras flautas transversales la tradición del diseño de seis agujeros y la forma cónica del orificio. Aunque en su origen eran de construcción de madera, a finales del siglo XVII se empezó a utilizar más metales como el latón y el níquel. El metal generalmente se laminaba y soldaba, y los desarrollos posteriores incluyeron el uso de una corredera de afinación. Estas flautas verticales de metal se encontraron en toda Irlanda, Gran Bretaña, la península escandinava, Canadá y Flandes. 

## El low whistle moderno
La creación del primer low whistle moderno se atribuye al luthier de flautas y músico de jazz inglés Bernard Overton (1930-2008), quien a finales de 1971 fue contactado por Finbar Furey para reparar un whistle de bambú indio que se  rompió durante una gira.  Al no poder reparar el instrumento, Overton intentó producir una réplica de metal y junto con Furey pasaron muchas horas en el cobertizo detrás de la casa del luthier en Rugby, diseñando, probando y, en última instancia, perfeccionando la flauta. Las primeras se llamaron flautas Furey/Overton, pero cuando comenzó a dedicarse a la manufactura de whistles a tiempo completo, decidieron comercializarlas como la flauta Overton. 
El primer instrumento resultante fue esencialmente un low whistle de gran tamaño hecho de un tubo de cobre con un tapón de madera, pero fue rápidamente reemplazado por el de aluminio. Como Overton no estaba satisfecho con el rendimiento del nuevo instrumento, posteriormente refinó el diseño con una construcción totalmente de aluminio, produciendo un whistle en La.  Impresionado, Finbar solicitó una versión en Sol para sus actuaciones características de Lonesome Boatman . Más tarde, según Overton,

"Luego pidió un whistle en Re grave, el mismo tono que para la flauta de concierto; a esto lo llamé un "Flageolet Tenor en Re", pero la mayoría de los músicos terminaron llamándolo el "Re grave" [Low D]. Se lo llevó de gira y lo usó extensivamente. Pronto comencé a recibir llamadas de Inglaterra, Irlanda, Escocia, Europa y Estados Unidos, preguntando por los instrumentos, así que empecé a fabricarlos bajo pedido."

Por lo tanto, la expresión "Irish low whistle" no denota un origen irlandés, sino simplemente un uso intensivo de este instrumento en Irlanda y, debido a la similitud cultural, en todo el archipiélago británico. Si bien en poco tiempo varios fabricantes de instrumentos notables estaban produciendo low whistles,  y eran utilizados por músicos como Cormac Breatnach o Davy Spillane, generalmente es la gira Riverdance de la década de 1990 a la que se le atribuye el mérito de haberle dado al low whislte exposición comercial y reconocimiento fuera de los círculos de música tradicional.  De particular interés es Davy Spillane, cuyo trabajo fusionando el sonido de instrumentos tradicionales como el silbido bajo con el jazz moderno o el R&B, por ejemplo, ha hecho mucho por la visibilidad del instrumento.
Algunos de los intérpretes de low whistle más famosos son: Michael McGoldrick, Kevin Crawford, Phil Hardy de Inglaterra, Cormac Breatnach, Davy Spillane, Paddy Keenan, John McSherry de Irlanda, Brian Finnegan de Irlanda del Norte, Fred Morrison, Rory Campbell, Tony Hinnigan y Ross Ainslie de Escocia . En el rock, el multiinstrumentista Troy Donockley toca ocasionalmente un low whistle con la banda de metal sinfónico Nightwish .

### En la cultura británica e irlandesa y la música tradicional
A diferencia del tin whistle o pennywhistle común, el low whistle es un instrumento tardío en la música folcklórica, y algunos lo critican por intentar llenar un papel musical ya bien desempeñado por el tin whistle y la flauta irlandesa de madera.  Para otros, se considera un "instrumento de transición" para músicos que buscan aprender con el tiempo a tocar la flauta o las uilleann-pipes (gaita irlandesa).. Si bien es cierto que muchas de los requerimientos técnicos del el low whistle se transfieren a estos instrumentos, "algunos de los mejores intérpretes de música tradicional han estado asociados con el low whislte"  y han ayudado a fomentar su reputación como un instrumento muy versátil y respetado por derecho propio, con un sonido único y evocador. Al igual que el bouzouki irlandés de fondo plano, el low whistle puede verse como  producto de un período en el que los experimentos en instrumentación eran comunes en la música tradicional y los músicos buscaban medios de expresión diversos e innovadores. 